# Selena (album)
Pour les articles homonymes, voir Selena.
Albums de Selena
Dulce amor
(1988) Ven Conmigo
(1990)
Singles
1. Contigo quiero estar
Sortie : 1989
2. Mentiras
Sortie : 1989
3. Sukiyaki
Sortie : 1990

Selena est le premier album studio de la chanteuse américaine Tejano Selena, sorti le 17 octobre 1989, par EMI Latin. Sa musique incorpore une gamme de genres contemporains avec un mélange de cumbia et de styles régionaux de la musique mexicaine. L'album est sorti à la suite de l'échec de la demande de crossover de la chanteuse par le président de la compagnie, José Behar. Le projet a été refusé par les responsables de la division pop d'EMI Records, estimant que la chanteuse devait d'abord renforcer sa base de fans. Le frère de Selena, principal producteur de disques et auteur-compositeur, A. B. Quintanilla, se bat pour rester le producteur de la chanteuse. Celui-ci a présenté Pete Astudillo et Joe Ojeda, qui ont contribué à la production et à l'écriture expérimentale de l'album. En plus d'A.B., Selena a travaillé avec deux auteurs-compositeurs mexicains, Alejandro Montealegre et Reinaldo Ornelas.
Parce que Selena était le premier travail de la chanteuse sur un grand label, l'album devait attirer et séduire un large public. L'objectif de l'album était d'être introduit sur le marché international de la musique latine, avec des vues futures sur un crossover en langue anglaise. Selena a atteint la septième place du Billboard US Regional Mexican Albums, la première entrée de Selena dans un classement musical national. Selena a obtenu de meilleurs résultats que d'autres enregistrements d'autres chanteuses Tejano contemporaines. Il a permis à Selena de remporter le prix de la chanteuse de l'année et celui de l'artiste de l'année aux Tejano Music Awards de 1990. Des chansons de l'album, Contigo quiero estar a été nommée pour la chanson de l'année, tandis que Amame, quiereme a été nommée pour le duo vocal de l'année.
Selena a augmenté la popularité de la chanteuse, elle est devenue une icône sexuelle après la sortie de l'album. Les critiques ont qualifié l'enregistrement de succès modéré qui a fini par ouvrir les portes du groupe. À partir de cet album, la chanteuse et son groupe ont commencé à expérimenter divers genres, ce qui a conduit à l'introduction de la musique cumbia. Ce genre a été largement utilisé dans les albums suivants, ce qui est devenu sa marque de fabrique. L'album a donné naissance à trois singles, Contigo quiero estar, Mentiras, et une version en espagnol d'une chanson japonaise appelée Sukiyaki.

## Contexte et production
Après avoir monté un groupe avec ses enfants, Abraham Quintanilla Jr. est devenu le manager du groupe et a commencé à le promouvoir. Ils ont enregistré un album avec Freddie Records en 1984, mais il n'est jamais sorti. Abraham fournit deux démos à Charlie Grever, père de Bob Grever (en), propriétaire de Cara Records, qui fait signer Selena, alors âgée de treize ans, sur le label. Manny Guerra (en), qui s'est séparé de Cara Records, a lancé sa propre maison de disques. Guerra voulait signer Selena sur son label en 1985. Il a dissous l'accord entre Cara Records et Selena lorsqu'il a été porté à son attention. Selena a enregistré cinq disques LP pour Manny's GP Productions en 1988, sans contrat. Abraham a exprimé dans une interview qu'il avait oublié de le signer, et a remarqué que Guerra a cessé de lui poser des questions sur le contrat après que Selena soit devenue plus populaire. Aux Tejano Music Awards de 1989, Selena a été approchée par Rick Trevino (en) pour faire la première partie après que La Sombra a décliné l'offre. José Behar, de la toute nouvelle société EMI Latin, et les dirigeants de Sony Music assistent à la cérémonie de remise des prix et recherchent de nouveaux artistes,. Behar veut faire signer Selena sur son label, alors que Sony Music offre le double de l'offre d'EMI. Behar pensait avoir découvert « la prochaine Gloria Estefan », ce que son supérieur a qualifié d'illogique puisqu'il n'était au Texas que depuis une semaine. Abraham a choisi l'offre d'EMI Latin en raison du potentiel de crossover, et il voulait que ses enfants soient les premiers musiciens à signer avec la société,,. Avant que Selena ne commence à enregistrer son premier album, Behar et Stephen Finfer (en) ont demandé un album crossover pour elle. La chanteuse a enregistré trois chansons en anglais pour les responsables de la division pop d'EMI. La demande de Behar et Finfer pour un album crossover a été refusée et on a dit à Selena qu'elle avait besoin d'une plus grande base de fans pour vendre un tel album. Behar pense qu'EMI Records et le public ne croient pas qu'une femme mexicano-américaine puisse avoir un potentiel crossover après que Charles Koppelman ait refusé le projet. La compagnie pensait que Selena avait du potentiel sur les marchés mexicain et sud-américain lorsqu'elle a signé la chanteuse en 1989.
Au départ, EMI Latin voulait qu'un producteur lauréat d'un Grammy Award travaille avec Selena sur son album. Son frère et bassiste, A. B. Quintanilla, est devenu le principal producteur de disques et auteur-compositeur de la chanteuse avant de signer avec EMI Latin en 1989. EMI Latin avait le sentiment de jouer en ouvrant une division latine. Abraham a passé un accord selon lequel si A. B. ne parvenait pas à produire un album à succès, ils approuveraient alors un producteur récompensé par un Grammy Award pour son prochain enregistrement. Sous la pression, A. B. a exprimé comment le groupe « ne pouvait pas se permettre un échec » et s'inquiétait que s'il le faisait, le groupe serait « au bas du totem ». La production de l'album a commencé le 4 juin 1989, Selena a exprimé son excitation à propos de l'album ; dans une interview, elle a déclaré : « Je suis vraiment heureuse, tout ce dur labeur a payé ». Le but de Selena était d'être une introduction sur le marché international de la musique latine, avec des vues futures dans un crossover anglophone. Le groupe est devenu un peu plus branché et un peu plus avant-gardiste sur Selena avec une production et une écriture expérimentales. C'est le premier album avec une aide à la production et à l'écriture de Pete Astudillo et Joe Ojeda ; Astudillo est amené à harmoniser et à chanter des duos avec Selena, tandis qu'Ojeda agit comme un second claviériste. Ojeda a acheté un synthétiseur Roland D-50, à l'époque l'un des claviers les plus populaires, qui a contribué aux sons « flashy » de l'album. Le claviériste, Ricky Vela (en), a décrit dans une interview comment lui et Astudillo ont commencé à élaborer les arrangements dans leur production musicale.

## Enregistrement et composition
Selena a été enregistré dans son intégralité, à l'exception de Sukiyaki et My Love, aux AMEN Studios de Manny Guerra à San Antonio, au Texas, et a été conçu par l'ingénieur maison Brian « Red » Moore. Sukiyaki et My Love ont été enregistrés aux Sunrise Studios à Houston, également au Texas. Selena voulait que l'album se concentre sur la musique Tejano et la pop latine. A. B. a trouvé que les genres de Selena étaient la pop et le R&B. Selena incorpore une gamme de genres contemporains avec un mélange de cumbia et de styles régionaux de musique mexicaine. Les boleros et la polka sont d'autres genres explorés dans Selena. Astudillo avait écrit un concept et l'a donné à A. B. après le concert du groupe à Laredo, au Texas. La chanson qui en résulte s'appelle Besitos, c'est le premier enregistrement auquel A. B. et Astudillo ont collaboré, et la première chanson qu'Astudillo a écrite pour le groupe. A. B. considère la chanson comme un point tournant dans la carrière de Selena en raison de l'introduction de la musique cumbia, un genre que le groupe a beaucoup utilisé dans ses albums suivants. Besitos est devenu une plateforme pour le groupe qui a produit d'autres morceaux à saveur cumbia dans le deuxième album studio de Selena, Ven Conmigo (1990).
Abraham a suggéré l'idée d'écrire Sukiyaki - une chanson japonaise des années 1960 de Kyu Sakamoto - pour en faire une chanson en espagnol. Il a exprimé son intérêt après la sortie d'une version en anglais de A Taste of Honey. Abraham a travaillé avec Astudillo pour écrire l'enregistrement. Les paroles utilisées étaient une version espagnole d'une version anglaise de la chanson de Janice Marie Johnson. Vela a confirmé qu'il était censé participer à l'écriture du titre mais qu'il n'y a pas contribué. Il a expliqué que les compétences d'écriture et l'espagnol d'Astudillo étaient plus avancés et a préféré Astudillo pour l'écriture. Joe Nick Patoski a écrit dans Texas Monthly que Sukiyaki est un morceau « sentimental »,.
Astudillo devait enregistrer les chœurs sur Amame, quiereme, sa première session d'enregistrement dans un studio, Suzette Quintanilla a remarqué à quel point il était nerveux. Il a été retiré du studio d'enregistrement après une session infructueuse, il a exprimé sa déception de ne pas atteindre la gamme souhaitée dans une interview. Après que son ami ait réussi à enregistrer la piste, Astudillo a réessayé et a satisfait aux exigences requises. Il a déclaré que ses aspirations à enregistrer dans un studio l'ont incité à ne pas abandonner. Selena a écrit My love, un titre en anglais qui, selon A. B., fait écho aux œuvres d'Exposé (en) et de Sweet Sensation (en). Il participe aux arrangements avec Astudillo. C'était la première tentative de Selena d'écrire une chanson. Le biographe Joe Nick Patoski pense que c'est un hommage à Madonna. Vela a été choisi pour enregistrer l'accordéon sur Mentiras, bien qu'il ait exprimé que son instrument n'était pas à la hauteur et avait des sons défectueux qui sonnaient « pas accordéon ». Le groupe a décidé d'engager des accordéons de studio professionnels après que l'instrument de Vela au son « minable » ait été porté à l'attention du groupe. A. B. ayant désespérément besoin de matériel pour enregistrer pour Selena, Vela a écrit quelques parties pour une chanson intitulée Tengo ganas de llorar. Rétrospectivement, Vela a dit que sa partie n'était pas satisfaisante même si A. B. l'aimait, ce pour quoi Vela a dit qu'il était « juste poli, donc il a laissé passer parce que nous avions besoin d'une autre chanson ». Bien qu'A. B. soit resté le principal producteur de disques et auteur de chansons, il n'a pas composé Sukiyaki (Abraham/Astudillo), Contigo quiero estar (Alejandro Montealegre) et No Te Vayas (Reinaldo Ornelas),.

## Réception
La sortie de Selena était initialement prévue pour l'été 1989, mais elle a été repoussée au 17 octobre 1989,. Peu impressionné par l'image présentée par Guerra, le directeur créatif Rubén Cubillos a décidé d'exprimer une image de « beauté naturelle » pour Selena sur la couverture de cet album. La chanteuse choisit une tenue qui, selon sa mère, contrarie son père conservateur, et Cubillos doit distraire Selena du regard d'Abraham Quintanilla pendant toute la séance de photos. Le père de Selena était visiblement mal à l'aise avec ses vêtements et son maquillage. Abraham est entré et sorti pendant le shooting et s'est plaint à Cubillos que Selena détestait son maquillage pendant leurs conversations.
EMI Latin a détesté la couverture de l'album et l'a qualifiée de « la pire qu'ils aient jamais eue ». Cubillos a estimé que la société ne comprenait pas et a déclaré qu'il aimait la couverture en raison de la chaleur de sa peau. Il a déclaré rétrospectivement qu'il regrettait le maquillage de Selena et qu'il aurait souhaité l'avoir changé car « elle n'est pas un mannequin, elle n'est rien d'autre qu'une jeune femme agréable, fraîche et talentueuse ». Patoski a fait valoir que la couverture dévoilait une Selena grande et sulfureuse, mais sans expression, comme si son esprit vagabondait. Il a noté que le groupe et Abraham Quintanilla n'étaient pas non plus impressionnés par la couverture. Abraham s'est plaint plus tard à Ramón Hernández que le nez de Selena semblait trop plat.
Comme l'album est sorti sur un grand label, Selena s'attendait à être présentée à un public plus large et mondial. L'équipe marketing d'EMI Latin a travaillé avec les stations de radio comme aucun producteur indépendant ne l'avait fait auparavant pour offrir à Selena plus de succès dans les charts qu'elle n'en avait jamais eu. L'album a débuté à la 17e place du classement Billboard US Regional Mexican Albums pour la semaine se terminant le 2 décembre 1989. C'est le meilleur démarrage pour un album cette semaine-là, battant On the Right de La Fiebre (en), et c'est le premier album de Selena à figurer dans un classement national de musique. Il est rapidement sorti des charts la semaine suivante, mais est revenu à la 15e place après la période des fêtes. Selena s'est hissé à la douzième place pour la semaine se terminant le 27 janvier 1990. L'album a atteint la septième place lors de sa septième semaine, le 24 mars 1990. C'est l'album de Selena qui a atteint le plus haut niveau, jusqu'à ce que Ven Conmigo le dépasse un an plus tard. À l'occasion de la célébration des vingt ans de la musique de Selena, l'album a été reconditionné et rendu disponible à l'achat physique et numérique le 22 septembre 2002. Cette version en édition limitée comprenait le single La bamba de Selena (1987), qui s'est classé au top 20 des ventes, ainsi que des notes d'accompagnement avec des commentaires et des souvenirs de chaque morceau fournis par la famille, les amis et le groupe de la chanteuse.
L'album a mieux marché que d'autres enregistrements d'autres chanteuses Tejano contemporaines. Selena est devenue la « chanteuse dominante dans une industrie majoritairement masculine ». La tournée de l'album a envoyé Selena en Arizona, au Nouveau-Mexique, en Indiana, en Illinois, dans l'État de Washington et en Floride, des régions où elle n'avait jamais été demandée auparavant. Selena a été chargée d'apporter un certain charme, un esprit novateur et une nouvelle perspective à la musique Tejano. D'autres critiques ont attesté qu'elle était une porte ouverte pour le groupe sur le marché Tejano. Le magazine Billboard s'est fait l'écho de cette opinion, estimant que les enregistrements de Selena n'ont pas eu de succès jusqu'à ce qu'elle signe avec EMI Latin et sorte Selena en 1989. L'auteur Lee Stacy a écrit que Selena « a obtenu un succès raisonnable ».
La popularité de Selena a augmenté après le succès de l'album et son image provocante a fait d'elle une icône sexuelle musicale. Selon le magazine Latin Style, les titres Sukiyaki, Contigo quiero estar, et Besitos, étaient des enregistrements pivots qui mettaient en valeur le rythme et le son mélangés de Selena, que le magazine attribuait comme étant sa marque de fabrique,.
Aux Tejano Music Awards de 1990, Selena a remporté le prix de la chanteuse de l'année et celui de l'artiste de l'année. A. B. est nommé pour le titre d'auteur-compositeur de l'année. Des chansons de l'album, Contigo quiero estar, ont été nommées pour la chanson de l'année, et Amame, quiereme pour le duo vocal de l'année.

## Pistes
| Édition originale | Édition originale     | Édition originale                                                                         | Édition originale | Édition originale | Édition originale | Édition originale | Édition originale | Édition originale | Édition originale |
| No                | Titre                 | Auteur                                                                                    | Durée             |                   |                   |                   |                   |                   |                   |
| ----------------- | --------------------- | ----------------------------------------------------------------------------------------- | ----------------- | ----------------- | ----------------- | ----------------- | ----------------- | ----------------- | ----------------- |
| 1.                | Tú eres               | A. B. Quintanilla, Pete Astudillo                                                         | 3:04              |                   |                   |                   |                   |                   |                   |
| 2.                | Sukiyaki              | Rokusuke Ei, Hachidai Nakamura, Janice-Marie Johnson, Abraham Quintanilla, Pete Astudillo | 3:12              |                   |                   |                   |                   |                   |                   |
| 3.                | Contigo quiero estar  | Alejandro Montealegre                                                                     | 3:13              |                   |                   |                   |                   |                   |                   |
| 4.                | Besitos               | A. B. Quintanilla                                                                         | 3:00              |                   |                   |                   |                   |                   |                   |
| 5.                | Amame, quiéreme       | A. B. Quintanilla                                                                         | 3:42              |                   |                   |                   |                   |                   |                   |
| 6.                | Tengo ganas de llorar | A. B. Quintanilla, Ricky Vela                                                             | 3:32              |                   |                   |                   |                   |                   |                   |
| 7.                | My love               | Selena                                                                                    | 3:16              |                   |                   |                   |                   |                   |                   |
| 8.                | Quiero ser            | A. B. Quintanilla, Pete Astudillo                                                         | 2:34              |                   |                   |                   |                   |                   |                   |
| 9.                | Mentiras              | A. B. Quintanilla, Pete Astudillo                                                         | 2:54              |                   |                   |                   |                   |                   |                   |
| 10.               | No te vayas           | Reinaldo Ornelas                                                                          | 2:23              |                   |                   |                   |                   |                   |                   |
| 28:59             |                       |                                                                                           |                   |                   |                   |                   |                   |                   |                   |

| Édition 2002 | Édition 2002                                        | Édition 2002 | Édition 2002 | Édition 2002 | Édition 2002 | Édition 2002 | Édition 2002 | Édition 2002 | Édition 2002 |
| No           | Titre                                               | Paroles      | Musique      | Auteur       | Durée        |              |              |              |              |
| ------------ | --------------------------------------------------- | ------------ | ------------ | ------------ | ------------ | ------------ | ------------ | ------------ | ------------ |
| 11.          | La bamba                                            |              |              | Traditionnel | 3:54         |              |              |              |              |
| 12.          | note d'accompagnement parlée: Intro                 |              |              |              | 2:53         |              |              |              |              |
| 13.          | note d'accompagnement parlée: Sukiyaki              |              |              |              | 1:27         |              |              |              |              |
| 14.          | note d'accompagnement parlée: Contigo Quiero Estar  |              |              |              | 0:35         |              |              |              |              |
| 15.          | note d'accompagnement parlée: Besitos               |              |              |              | 1:22         |              |              |              |              |
| 16.          | note d'accompagnement parlée: Amame, Quiereme       |              |              |              | 2:05         |              |              |              |              |
| 17.          | note d'accompagnement parlée: Tengo Ganas De Llorar |              |              |              | 0:25         |              |              |              |              |
| 18.          | note d'accompagnement parlée: My Love               |              |              |              | 0:41         |              |              |              |              |
| 19.          | note d'accompagnement parlée: Mentiras              |              |              |              | 0:36         |              |              |              |              |
| 20.          | note d'accompagnement parlée: No Te Vayas           |              |              |              | 0:27         |              |              |              |              |
| 21.          | note d'accompagnement parlée: Outro                 |              |              |              | 0:22         |              |              |              |              |
| 28:59        |                                                     |              |              |              |              |              |              |              |              |

## Musiciens et équipe
Les crédits sont tirés des notes de pochette de l'album.

### Édition originale
- Selena– chant
- Pete Astudillo – Chœurs
- Ricky Vela (en) – claviers, compositeur
- Jose C. Ojeda – clavier
- Suzette Quintanilla – batterie
- Roger Garcia – guitare
- A. B. Quintanilla – basse, chœurs, producteur, compositeur, arrangeur
- Abraham Quintanilla – producteur, compositeur
- Manny Guerra (en) – ingénieur du son
- Brian Moore – mixage, co-ingénieur

### Édition 2002
- Jorge A. Pino L. – producteur exécutif
- Guillhermo J. Page – producteur
- Suzette Quintanilla – producteur notes d'accompagnement
- Lisette Lorenzo – direction artistique
- Brian "Red" Moore – enregistrement notes d'accompagnement